# Kiryat Arba
Kiryat Arba o Qiryat Arba (in ebraico: קריית ארבע), letteralmente la "Città dei quattro" è un insediamento israeliano alla periferia di Ebron, nella regione dei Monti della Giudea del distretto Giudea e Samaria. È stata fondata nel 1968. Nel 2012, Kiryat Arba aveva una popolazione di 7.593 abitanti.
La comunità internazionale considera Kiryat Arba un insediamento illegale secondo il diritto internazionale, anche se il governo israeliano lo contesta.

## Etimologia
Kiryat Arba è menzionato nella Bibbia ebraica (Genesi 23) come il luogo dove Abramo seppellì la moglie Sara. Nel libro di Giosuè 14:15 è scritto: «Ora il nome di Ebron era stato per addietro Chiriat-Arba; il quale Arba era stato un grand'uomo fra gli Anachiti...»
Ci sono varie spiegazioni per il nome che non si escludono a vicenda. Secondo il grande commentatore biblico Rashi, Kiryat Arba ("Città di Arba") indica sia la città (kirya) di Arba, il gigante che aveva tre figli, o la città dei quattro giganti: Anak (il figlio di Arba) e i suoi tre figli - Ahiman Sceshai e Talmi - che sono descritti come i figli di un "gigante" in Numeri 13:23: «Poi salirono verso il mezzodì, e vennero fino in Ebron, dove erano Ahiman, Sesai e Talmai, nati da Anac».
Alcuni dicono che Anak ("Gigante") sia un nome proprio (Targum Jonathan e Settanta), e che lui, Anak, potrebbe essere stato il padre degli altri tre citati nel libro dei Numeri, che vivano a Ebron, precedentemente conosciuta come "Kiryat Arba".
In alternativa, il nome può far riferimento alle quattro coppie sepolte nella grotta di Macpela: Abramo e Sara, Isacco e Rebecca, Giacobbe e Lia, e secondo lo Zohar, Adamo ed Eva.

## Storia
Nel 1968, un gruppo di ebrei guidati dal rabbino Moshe Levinger e Rabbi Eliezer Waldman fondano Kiryat Arba nella periferia orientale di Hebron. I coloni israeliani hanno affermato che l'insediamento ebraico in territori appartenenti ai palestinesi intorno a Hebron era giustificata alla luce del Massacro di Ebron del 1929 e alla continua presenza di ebrei nella zona fino ad allora. 

Si diede così inizio alla costruzione di una base militare, abbandonata poi nel 1970, e gli abitanti si trasferirono nel 1971. 
La città è una comunità autosufficiente, con pre-asilo istituzioni educative secondarie, strutture sanitarie, centri commerciali, una banca e un ufficio postale. Kiryat Arba ha raggiunto lo status di consiglio comunale nel 1979. Kiryat Arba si trova all'interno del territorio del Consiglio regionale Har Hevron, si tratta di un consiglio locale indipendente.

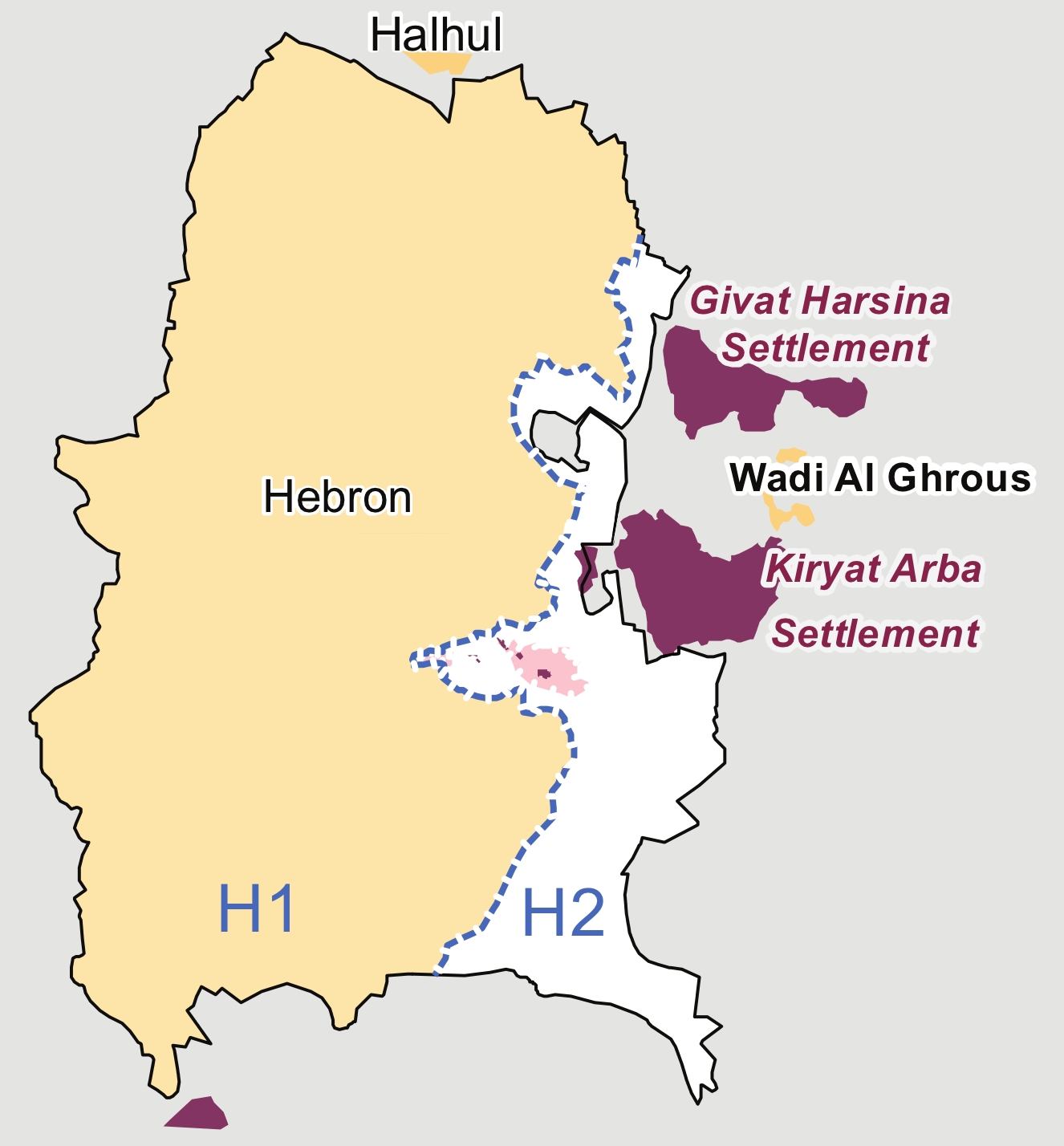
Insediamento ebraico di Ebron

Baruch Goldstein, un medico di Kiryat Arba, è stato responsabile del massacro di Hebron del 1994 durante i quali 29 fedeli palestinesi disarmati sono stati uccisi ed altri 125 sono rimasti feriti.

## Quartieri
Kiryat Arba è divisa in quattro quartieri: la Kirya, Ashmoret Yitzhak, Ramat Mamre (nota anche come Givat Harsina) e Givat Avot (Givat Ha'avot), vicino all'ingresso di Ebron.

## Monumenti e luoghi d'interesse
Parco Kahane prende il nome da Rabbi Meir Kahane, fondatore del Kach, un partito politico di estrema destra vietato e considerato un'organizzazione terroristica in Israele. Meir Kahane fu assassinato negli Stati Uniti da parte di un uomo arabo.
La tomba di Baruch Goldstein, responsabile dell'eccidio alla Grotta dei Patriarchi, è di fronte al parco.

## Stato di diritto internazionale
Come tutti gli insediamenti israeliani nei territori occupati da Israele, Kiryat Arba è considerato illegale secondo il diritto internazionale, anche se il governo israeliano lo contesta. 
La comunità internazionale considera gli insediamenti israeliani come una violazione alla Quarta Convenzione di Ginevra sul trasferimento di popolazione civile di una potenza occupante in un territorio occupato.
Israele contesta che la Quarta Convenzione di Ginevra non possa essere applicata ai territori palestinesi in quanto non legalmente detenuti da alcuno stato sovrano prima che Israele ne prendesse il controllo. Questo punto di vista è stato respinto dalla Corte internazionale di giustizia e dal Comitato Internazionale della Croce Rossa.